# 그웬 웰리스
그웬 웰리스(Gwen Welles, 1951년 3월 4일 ~ 1993년 10월 13일)는 미국의 배우, 영화배우이다.
채터누가에서 태어났으며 샌타모니카에서 사망하였다. 사인은 암이다.

## 영화
- 뉴 이어스 데이 (1989년)
- 스틱키 핑거스 (1988년)
- 노바디스 풀 (1986년)
- 남성 클럽 (1986년)
- 데저트 하츠 (1985년)
- 선 사이 (1977년)
- 내쉬빌 (1975년)
- 캘리포니아 스플릿 (1974년)
- 히트! (1973년)